# Pseudosparianthis ravida
Pseudosparianthis ravida är en spindelart som beskrevs av Simon 1897. Pseudosparianthis ravida ingår i släktet Pseudosparianthis och familjen jättekrabbspindlar. Inga underarter finns listade i Catalogue of Life.